# Cercospora triumfetticola
Cercospora triumfetticola är en svampart som beskrevs av Munjal, Lall & Chona 1960. Cercospora triumfetticola ingår i släktet Cercospora och familjen Mycosphaerellaceae.   Inga underarter finns listade i Catalogue of Life.